# Zygmunt Heljasz
Zygmunt Heljasz  (né le 21 septembre 1908 à Poznań et mort le 12 juin 1963 dans la même ville) est un athlète polonais, spécialiste du lancer du poids et du lancer du disque.

## Biographie
Le 29 juin 1932, à Poznań, il établit un nouveau record du monde du lancer du poids avec un jet à 16,05 m, améliorant d'un centimètre l'ancienne meilleure marque mondiale détenue depuis 1931 par le Tchécoslovaque František Douda.
Il participe aux Jeux olympiques de 1932 à Los Angeles, et se classe 7e du concours du lancer du poids, et 13e de celui du lancer du disque. En 1934, il termine 7e du lancer du poids lors des premiers championnats d'Europe, à Turin.